# Legge contro la crudeltà verso gli animali del 1876
La legge contro la crudeltà verso gli animali del 1876 fu una legge approvata dal parlamento del Regno Unito che fissava dei limiti e istituiva un sistema di licenze alla sperimentazione animale, emendando quella contro la crudeltà verso gli animali del 1849. Il suo titolo completo era: Una legge per emendare la legge relativa alla crudeltà verso gli animali (15 agosto 1876). Fu sostituita 110 anni dopo dalla legge (procedure scientifiche) sugli animali del 1986.

## La legge

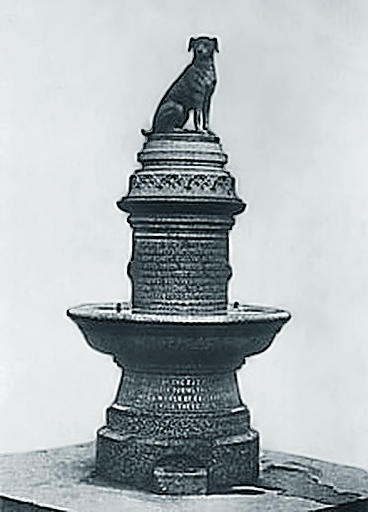
La sensazione che la legge contro la crudeltà verso gli animali del 1876 fosse inadeguata portò a una causa per diffamazione, all'erezione a Battersea di questo monumento dedicato al caso del cane marrone vivisezionato e a disordini provocati da studenti di medicina nel 1907.

La legge stabiliva che i ricercatori potessero essere accusati di crudeltà se non si attenevano alle sue disposizioni, in base alle quali un esperimento che provocava dolore ad un animale poteva essere condotto solo se esso era assolutamente necessario per l'istruzione delle persone (così da poter andare avanti nella stessa) al fine di salvare o prolungare la vita umana. Inoltre la legge affermava che l'animale doveva essere anestetizzato, impiegato solo una volta (sebbene diverse procedure facenti parte dello stesso esperimento fossero permesse) e ucciso subito dopo la fine della sperimentazione. Le accuse di reato potevano essere portate avanti dietro approvazione del segretario di stato..
La legge si applicava solo agli animali vertebrati.

## Storia e controversie
Gli oppositori della vivisezione avevano portato il governo a istituire una commissione reale sulla vivisezione nel luglio del 1875 la quale raccomandò l'approvazione di una apposita legge. Quest'ultima venne effettivamente approvata ma fu definita dalla National Anti-Vivisection Society, fondata nel dicembre del 1875, infame malgrado il suo titolo, dal momento che non definiva alcuna modalità per rendere pubblica la concessione delle licenze. La legge rimase in vigore per 110 anni fino a quando fu sostituita dalla legge (procedure scientifiche) sugli animali del 1986, soggetta peraltro a simili critiche dai moderni movimenti animalisti.
Fu tale la sensazione di inadeguatezza della legge che gli oppositori della vivisezione, in almeno un'occasione (il caso del cane marrone), preferirono sottostare a una causa per diffamazione piuttosto che far valere le loro ragioni ricorrendo alla legge stessa.

## Sanzioni
Un estratto della legge affermava che: